# Glenn Dorsey
College Football Hall of Fame 2020
(en) Statistiques sur pro-football-reference
Glenn Dorsey, né le 1er août 1985 à Bâton-Rouge (Louisiane), est un joueur américain de football américain évoluant au poste de defensive tackle.
Étudiant à l'Université d'État de Louisiane, il joua pour les LSU Tigers. Il a remporté le Lombardi Award, le Outland Trophy, le Bronko Nagurski Trophy et le Lott Trophy en 2007.
Il fut drafté en 2008 à la 5e place (premier round) par les Chiefs de Kansas City. Il a signé un contrat de cinq années pour 51 millions de dollars (dont 23 millions de dollars garantis).